# Jerzy Rudnicki (lekarz)
Jerzy Rudnicki – prof. dr hab. n. med., profesor zw., polski chirurg, prorektor ds. klinicznych Akademii Medycznej im. Piastów Śląskich we Wrocławiu, kierownik Kliniki Chirurgii Ogólnej, Małoinwazyjnej i Endokrynologicznej Uniwersyteckiego Szpitala Klinicznego im. Jana Mikulicza-Radeckiego we Wrocławiu.
W 1978 r. ukończył studia na Wydziale Lekarskim Akademii Medycznej we Wrocławiu, uzyskując dyplom lekarza medycyny. 17 stycznia 1986 otrzymał stopień doktora nauk medycznych za rozprawę "Poziom muamidazy w moczu w obrażeniach wielomiejscowych", a 9 czerwca 2000 habilitację na podstawie rozprawy "Ocena wartości zespoleń jelitowych w badaniach doświadczalnych". W 2012 uzyskał tytuł profesora zwyczajnego.
W latach 1984, 1986 i 1988 trzykrotnie przebywał na miesięcznych stażach w zakresie chirurgii odbytu i jelita grubego w Poliklinice Proktologicznej w Dreźnie, kierowanej przez prof. Knocha, jednego z największych autorytetów w tej dziedzinie, zapoznając się z najnowszymi metodami diagnostyki i leczenia schorzeń jelita grubego. Rezultatem tego pobytu było wprowadzenie do kliniki, w której pracował, nowoczesnej endoskopowej diagnostyki schorzeń odbytu i jelita grubego oraz ambulatoryjnych zabiegów proktologicznych. W ostatnich latach rozpoczął badania nad zastosowaniem klejów tkankowych w leczeniu przetok okołoodbytniczych. Także staże w latach 1980 i 1981 w zakresie chirurgii ogólnej i endoskopowej w St. Maria Regionalspital w Visp (Szwajcaria), gdzie poznał nowoczesne metody diagnostyki i leczenia chorób dolnego odcinka przewodu pokarmowego, zaowocowały wprowadzeniem wielu procedur proktologicznych w klinice.
Przez ponad 20 lat był kierownikiem Poradni Proktologicznej przy II Klinice Chirurgii Ogólnej i Onkologicznej.
Po odbytych szkoleniach na temat wykonywania zespoleń jelitowych przy pomocy krążków biofragmentalnych Valtrac, w Warszawie (1994 r.), Ischgl (1996) i Turku (1998) rozpoczął wykonywanie tego rodzaju zespoleń w praktyce klinicznej jako jeden z pierwszych w Polsce. Następnie we współpracy z Katedrą Fizjologii Zwierząt Akademii Rolniczej we Wrocławiu (prof. Zawadzki, prof. Romański) zapoczątkował badania doświadczalne na świniach określające aktywność mioelektryczną jelita cienkiego po wykonaniu zespoleń jelitowych wykonywanych różnymi technikami operacyjnymi. Badania te wzbudziły duże zainteresowanie wielu ośrodków na świecie. Efektem tych badań była praca habilitacyjna. Po habilitacji kontynuuje badania nad motoryką przewodu pokarmowego oraz rolą układu cholinergicznego w kontroli aktywności mioelektrycznej jelita biodrowego przed i po wykonaniu zespoleń. Przedmiotem wspólnych badań doświadczalnych są także badania parametrów fermentacji treści jelita i wytwarzanie gazów przez florę bakteryjną przewodu pokarmowego.
Współpracuje także z Politechniką Wrocławską, Zakładem Naukowo-Dydaktycznym Wytrzymałości Materiałów, prowadząc badania wytrzymałości zespoleń jelitowych wykonywanych różnymi sposobami, tj. przy pomocy staplera okrężnego, krążka biofragmentalnego i szycia ręcznego. Efektem tej współpracy były liczne prace naukowe. Po habilitacji rozpoczął badania nad skonstruowaniem specjalnego, teflonowego krążka wszywanego do sztucznego odbytu, zapobiegającego licznym powikłaniom pooperacyjnym (zwężenia, wypadanie i stany zapalne sztucznego odbytu).Rezultatem tych badań są liczne patenty.
W 1991 roku uczestniczył w szkoleniu w zakresie chirurgii laparoskopowej, organizowanym w Klinice Chirurgii Ogólnej i Gastroenterologicznej w Poznaniu, następnie w szkoleniu w Klinice Chirurgii Weterynaryjnej we Wrocławiu w 1992 roku. Od tego momentu zabiegi metodą laparoskopową zostały wprowadzone do kliniki, w której cholecystektomia laparoskopowa jest wykonywana rutynowo. W 2006 roku uczestniczył w Paryżu oraz w 2009r w Cleveland Clinic na Florydzie w warsztatach chirurgicznych technik laparoskopowych i staplerowych.
W ramach współpracy międzyklinicznej przebywał wielokrotnie na stażach i szkoleniach w klinikach i szpitalach czołowych ośrodków chirurgicznych w Czechach (Praga, Brno, Hradec Kralowe, Jiczin) i Niemczech (Bochum, Drezno, Gorlitz).
W kwietniu 2011 pełnił obowiązki rektora Akademii Medycznej im. Piastów Śląskich we Wrocławiu. Żona jest lekarzem pediatrą, ma trzech synów,jego największą pasją są dalekie podróże.